# Coppa Italia 2006-2007 (hockey in-line)
La Coppa Italia 2006-2007 è stata l'8ª edizione della principale coppa nazionale italiana di hockey in-line. È stata disputata dall'11 novembre 2006 al 6 gennaio 2007. 
L'Asiago Vipers si è aggiudicato il trofeo per la seconda volta nella sua storia sconfiggendo in finale l'Edera Trieste.

## Partite

### Prima fase a gironi

#### Girone A
Il girone A fu disputato l'11 novembre 2006 a Forlì.
| Squadra        | Pt | G | V | N | P | GF | GS | DG  |
| -------------- | -- | - | - | - | - | -- | -- | --- |
| Empoli         | 6  | 2 | 2 | 0 | 0 | 24 | 8  | +16 |
| Libertas Forlì | 3  | 2 | 1 | 0 | 1 | 12 | 7  | +5  |
| Ghosts Padova  | 0  | 2 | 0 | 0 | 2 | 5  | 26 | -21 |

| Data    | Incontri                     | Risultato |
|         |                              |           |
| 11 nov. | Libertas Forlì-Ghosts Padova | 8-1       |
| 11 nov. | Ghosts Padova-Empoli         | 4-18      |
| 11 nov. | Empoli-Libertas Forlì        | 6-4       |

| Data    | Incontri                     | Risultato |
|         |                              |           |
| 11 nov. | Libertas Forlì-Ghosts Padova | 8-1       |
| 11 nov. | Ghosts Padova-Empoli         | 4-18      |
| 11 nov. | Empoli-Libertas Forlì        | 6-4       |

#### Girone B
Il girone B fu disputato il 12 novembre 2006 a Trieste.
| Squadra         | Pt | G | V | N | P | GF | GS | DG |
| --------------- | -- | - | - | - | - | -- | -- | -- |
| Edera Trieste   | 6  | 2 | 2 | 0 | 0 | 9  | 4  | +5 |
| Diavoli Vicenza | 3  | 2 | 1 | 0 | 1 | 8  | 5  | +3 |
| Polet Trieste   | 0  | 2 | 0 | 0 | 2 | 5  | 13 | -8 |

| Data    | Incontri                      | Risultato |
|         |                               |           |
| 12 nov. | Diavoli Vicenza-Polet Trieste | 7-2       |
| 12 nov. | Edera Trieste-Diavoli Vicenza | 3-1       |
| 12 nov. | Polet Trieste-Edera Trieste   | 3-6       |

| Data    | Incontri                      | Risultato |
|         |                               |           |
| 12 nov. | Diavoli Vicenza-Polet Trieste | 7-2       |
| 12 nov. | Edera Trieste-Diavoli Vicenza | 3-1       |
| 12 nov. | Polet Trieste-Edera Trieste   | 3-6       |

#### Girone C
Il girone C fu disputato il 12 novembre 2006 a Bassano del Grappa.
| Squadra       | Pt | G | V | N | P | GF | GS | DG  |
| ------------- | -- | - | - | - | - | -- | -- | --- |
| Asiago Vipers | 6  | 2 | 2 | 0 | 0 | 29 | 3  | +26 |
| Lions Arezzo  | 3  | 2 | 1 | 0 | 1 | 9  | 14 | -5  |
| Latina        | 0  | 2 | 0 | 0 | 2 | 4  | 25 | -21 |

| Data    | Incontri                   | Risultato |
|         |                            |           |
| 12 nov. | Lions Arezzo-Latina        | 7-3       |
| 12 nov. | Asiago Vipers-Latina       | 18-1      |
| 12 nov. | Asiago Vipers-Lions Arezzo | 11-2      |

| Data    | Incontri                   | Risultato |
|         |                            |           |
| 12 nov. | Lions Arezzo-Latina        | 7-3       |
| 12 nov. | Asiago Vipers-Latina       | 18-1      |
| 12 nov. | Asiago Vipers-Lions Arezzo | 11-2      |

#### Girone D
Il girone D fu disputato il 12 novembre 2006 a Sandrigo.
| Squadra        | Pt | G | V | N | P | GF | GS | DG  |
| -------------- | -- | - | - | - | - | -- | -- | --- |
| Draghi Torino  | 6  | 2 | 2 | 0 | 0 | 11 | 3  | +8  |
| Cittadella     | 3  | 2 | 1 | 0 | 1 | 8  | 6  | +2  |
| Milano 17 RAMS | 0  | 2 | 0 | 0 | 2 | 0  | 10 | -10 |

| Data    | Incontri                     | Risultato |
|         |                              |           |
| 12 nov. | Draghi Torino-Cittadella     | 6-3       |
| 12 nov. | Cittadella-Milano 17 RAMS    | 5-0       |
| 12 nov. | Milano 17 RAMS-Draghi Torino | 0-5       |

| Data    | Incontri                     | Risultato |
|         |                              |           |
| 12 nov. | Draghi Torino-Cittadella     | 6-3       |
| 12 nov. | Cittadella-Milano 17 RAMS    | 5-0       |
| 12 nov. | Milano 17 RAMS-Draghi Torino | 0-5       |

### Seconda fase a gironi

#### Girone A
Il girone A fu disputato dal 18 al 19 novembre 2006 ad Arezzo e ad Empoli.
| Squadra         | Pt | G | V | N | P | GF | GS | DG  |
| --------------- | -- | - | - | - | - | -- | -- | --- |
| Empoli          | 6  | 3 | 2 | 0 | 1 | 28 | 13 | +15 |
| Diavoli Vicenza | 6  | 3 | 2 | 0 | 1 | 17 | 8  | +9  |
| Draghi Torino   | 6  | 3 | 2 | 0 | 1 | 18 | 18 | 0   |
| Lions Arezzo    | 0  | 3 | 0 | 0 | 3 | 6  | 30 | -24 |

| Data    | Incontri                      | Risultato |
|         |                               |           |
| 18 nov. | Lions Arezzo-Empoli           | 1-16      |
| 18 nov. | Diavoli Vicenza-Draghi Torino | 7-2       |
| 18 nov. | Draghi Torino-Lions Arezzo    | 7-3       |
| 19 nov. | Empoli-Draghi Torino          | 8-9       |
| 19 nov. | Lions Arezzo-Diavoli Vicenza  | 2-7       |
| 19 nov. | Diavoli Vicenza-Empoli        | 3-4       |

| Data    | Incontri                      | Risultato |
|         |                               |           |
| 18 nov. | Lions Arezzo-Empoli           | 1-16      |
| 18 nov. | Diavoli Vicenza-Draghi Torino | 7-2       |
| 18 nov. | Draghi Torino-Lions Arezzo    | 7-3       |
| 19 nov. | Empoli-Draghi Torino          | 8-9       |
| 19 nov. | Lions Arezzo-Diavoli Vicenza  | 2-7       |
| 19 nov. | Diavoli Vicenza-Empoli        | 3-4       |

#### Girone B
Il girone B fu disputato dal 18 al 19 novembre 2006 ad Sandrigo.
| Squadra        | Pt | G | V | N | P | GF | GS | DG  |
| -------------- | -- | - | - | - | - | -- | -- | --- |
| Edera Trieste  | 9  | 3 | 3 | 0 | 0 | 28 | 4  | +24 |
| Asiago Vipers  | 6  | 3 | 2 | 0 | 1 | 22 | 8  | +14 |
| Libertas Forlì | 3  | 3 | 1 | 0 | 2 | 12 | 25 | -13 |
| Cittadella     | 0  | 3 | 0 | 0 | 3 | 7  | 32 | -25 |

| Data    | Incontri                     | Risultato |
|         |                              |           |
| 18 nov. | Asiago Vipers-Edera Trieste  | 0-4       |
| 18 nov. | Libertas Forlì-Cittadella    | 6-5       |
| 18 nov. | Asiago Vipers-Libertas Forlì | 9-2       |
| 19 nov. | Cittadella-Edera Trieste     | 0-13      |
| 19 nov. | Edera Trieste-Libertas Forlì | 11-4      |
| 19 nov. | Cittadella-Asiago Vipers     | 2-13      |

| Data    | Incontri                     | Risultato |
|         |                              |           |
| 18 nov. | Asiago Vipers-Edera Trieste  | 0-4       |
| 18 nov. | Libertas Forlì-Cittadella    | 6-5       |
| 18 nov. | Asiago Vipers-Libertas Forlì | 9-2       |
| 19 nov. | Cittadella-Edera Trieste     | 0-13      |
| 19 nov. | Edera Trieste-Libertas Forlì | 11-4      |
| 19 nov. | Cittadella-Asiago Vipers     | 2-13      |

### Final four
La Final Four della manifestazione si è disputata dal 5 al 6 gennaio 2007 a Bassano del Grappa.
|  | Semifinali    | Semifinali    | Semifinali    |               |               | Finale 1º posto | Finale 1º posto | Finale 1º posto |  |
|  |               |               |               |               |               |                 |                 |                 |  |
|  | Draghi Torino | Draghi Torino | 0             |               |               |                 |                 |                 |  |
|  | Draghi Torino | Draghi Torino | 0             |               |               |                 |                 |                 |  |
|  | Asiago Vipers | Asiago Vipers | 8             |               |               |                 |                 |                 |  |
|  | Asiago Vipers | Asiago Vipers | 8             |               | Asiago Vipers | Asiago Vipers   | 5               |                 |  |
|  |               |               |               |               | Asiago Vipers | Asiago Vipers   | 5               |                 |  |
|  |               |               | Edera Trieste | Edera Trieste | 4             |                 |                 |                 |  |
|  | Edera Trieste | Edera Trieste | Edera Trieste | Edera Trieste | 4             | 8               |                 |                 |  |
|  | Edera Trieste | Edera Trieste |               |               |               |                 |                 |                 |  |
|  | Empoli        | Empoli        | 1             |               |               |                 |                 |                 |  |